# الکس موبرو
الکس موبرو (اسپانیایی: Álex Mumbrú‎؛ زادهٔ ۱۲ ژوئن ۱۹۷۹) بازیکن سابق و مربی بسکتبال اهل اسپانیا است.
از باشگاه‌هایی که در آن بازی کرده‌است می‌توان به باشگاه بسکتبال رئال مادرید اشاره کرد.
وی در مسابقات کشوری و بین‌المللی در مجموع برندهٔ ۳ مدال طلا، ۲ مدال نقره، ۲ مدال برنز شده‌است.